# Lieja-Bastoña-Lieja 1936
La Lieja-Bastogne-Lieja 1936 fue la 26ª edición de la clásica ciclista Lieja-Bastoña-Lieja. La carrera se disputó el domingo 26 de abril de 1936, sobre un recorrido de 211 km. El vencedor final fue el belga Albert Beckaert (Alcyon-Dunlop) que venció en solitario a la meta de Lieja. Sus compatriotas Gilbert Levae y Jan-Jozef Horemans fueron segundo y tercero respectivamente. 

## Clasificación final
| Posición | Ciclista           | Equipo         | Tiempo   |
| -------- | ------------------ | -------------- | -------- |
| 1        | Albert Beckaert    | Alcyon-Dunlop  | 5h51'00" |
| 2        | Gilbert Levae      | -              | a 46"    |
| 3        | Jan-Jozef Horemans | -              | a 1'05"  |
| 4        | Antonio Fabris     | -              | a 1'47"  |
| 5        | Éloi Meulenberg    | Alcyon-Dunlop  | a 3'06"  |
| 6        | Louis Hardiquest   | De Dion-Bouton | s.t.     |
| 7        | Joseph Huts        | Colin-Wolber   | s.t.     |
| 8        | Jérôme France      | Birma          | s.t.     |
| 9        | Raymond Laplume    | -              | s.t.     |
| 10       | Arsène Mersch      | Dilecta-Wolber | s.t.     |